# لوك أبالو
لوك أبالو (بالفرنسية: Luc Abalo) مواليد 6 سبتمبر 1984 في إيفري سور سين، هو لاعب كرة يد فرنسي يلعب كجناح أيمن. يلعب حاليا مع نادي باريس سان جيرمان لكرة اليد ويحمل الرقم 19. مثل منتخب فرنسا لكرة اليد. شارك في دورة الألعاب الأولمبية الصيفية سنة 2008.

## المسيرة الاحترافية
لعب مع نادي إيفري لكرة اليد في الدوري الفرنسي من سنة 1998 إلى 2008، ثم انضم إلى نادي ثيوداد ريال لكرة اليد في الدوري الإسباني من سنة 2008 إلى 2011، ثم انضم إلى نادي باريس سان جيرمان لكرة اليد في الدوري الفرنسي في سنة 2012.

## سجل المنافسة
شارك في البطولات التالية:
- بطولة أوروبا لكرة اليد للرجال 2012
- بطولة أوروبا لكرة اليد للرجال 2014
- بطولة أوروبا لكرة اليد للرجال 2016
- الألعاب الأولمبية الصيفية 2012
- الألعاب الأولمبية الصيفية 2016

## الميداليات
| الميدالية | المسابقة                           |
| --------- | ---------------------------------- |
| ذهبية     | الألعاب الأولمبية الصيفية 2008     |
| ذهبية     | الألعاب الأولمبية الصيفية 2012     |
| فضية      | الألعاب الأولمبية الصيفية 2016     |
| ذهبية     | بطولة العالم لكرة اليد للرجال 2009 |
| ذهبية     | بطولة العالم لكرة اليد للرجال 2011 |
| ذهبية     | بطولة أوروبا لكرة اليد للرجال 2006 |
| ذهبية     | بطولة أوروبا لكرة اليد للرجال 2010 |
| ذهبية     | بطولة أوروبا لكرة اليد للرجال 2014 |
| برونزية   | بطولة أوروبا لكرة اليد للرجال 2008 |

## روابط خارجية
- لوك أبالو على موقع الاتحاد الدولي لكرة اليد (الإنجليزية)
- لوك أبالو على موقع الاتحاد الأوروبي لكرة اليد (الإنجليزية)
- لوك أبالو على موقع الاتحاد الفرنسي لكرة اليد (الفرنسية)
- لوك أبالو على موقع اللجنة الأولمبية الدولية (الإنجليزية)
- لوك أبالو على موقع أوليمبيديا (الإنجليزية)
- لوك أبالو على موقع اللجنة الأولمبية الفرنسية (مؤرشف) (الفرنسية)